# TIS (порт)
ТрансІнвестСервіс (ТІС) — найбільший приватний стивідорний оператор в Україні. 2018 року вантажообіг компанії склав 25,7 млн тонн. Компанія оперує власними вантажними терміналами в Малому Аджалицькому лимані, в акваторії порту «Південний», що за 22 км на північний схід від Одеси.
До групи входять п'ять терміналів: «ТІС-Зерно», «ТІС-Міндобрива», «ТІС-Руда», «ТІС-Вугілля» та «ТІС-КТ». Компанія «ТІС» володіє всією інфраструктурою терміналів та власною залізничною станцією.

## Історія створення
Компанію заснували Олексій Ставніцер та Олег Кутателадзе 1994 року на базі покинутого будівництва державного підприємства «Лиман». У процесі розвитку компанії частку держави було викуплено.
Об'єктом для інвестування в 1994-му став покинутий комплекс з імпорту фосфоритів на причалі № 17, який призначався для так і незбудованого хімічного комбінату в Березівці Одеської області. Будівництво розпочалося 1987 року, проте в результаті роботи Міжвідомчої експертної комісії, створеної за вказівкою Генерального секретаря КПРС Горбачова за участю представників екологічної громадськості Одеського регіону, і після протестів жителів села Нові Біляри, процес був зупинений і поставлений на консервацію для перепрофілювання під інші сипучі вантажі. Упродовж 1987—1994 років комплекс занепадав, вантажі на ньому перероблялися вкрай рідко через загальний економічний спад і віддаленість від порту «Південний».

Панорама ТІС, січень 2010

З приходом Олексія Ставніцера та Олега Кутателадзе почалася перебудова комплексу з імпортного в експортний. Пізніше на ньому здійснювали перевалку добрив. З цього почався розвиток Групи терміналів «ТІС». Із вересня 1994 року за власний кошт побудовано 6 власних причалів загальною довжиною понад 1300 м і глибиною 15 м, поглиблена акваторія лиману на 6,5 млн м³ на площі 50 га та проведена екскавація понад 7 млн м³ ґрунту на суходолі.

## Причали і термінали
- пр. 15 — побудований «ТІС» як допоміжний причал зернового терміналу для невеликих суден.
- пр. 16 — «ТІС-Зерно» — найбільший зерновий термінал Чорного моря (річна пропускна здатність — 5,5-6 млн тонн), добудований «ТІС» 1999 року, довжина — 250 м, глибина — 14 м. Ємність зберігання складів — 370 тис. тонн.
- пр. 17 — «ТІС-Міндобрива» — найбільший в Україні після Одеського припортового заводу термінал із перевалки добрив на експорт, довжина — 283 м, глибина — 14 метрів (річна пропускна здатність — 3.5 млн тонн).

- пр. 18 — «ТІС-Руда» — спільне підприємство «ТІС» і «Ferrexpo» (Полтавський гірничо-збагачувальний комбінат) з перевалки залізорудної сировини та котунів, побудований 2004 року, довжина — 250 м, глибина — 15 м. (Річна пропускна здатність — 5-6 млн тонн).
- пр. 19-20 — «ТІС-Вугілля» — найбільший у СНД вугільно-рудний термінал (потужність — 12 млн т.), причали побудовані 2008 року, довжина — 500 м, глибина — 15 м. Ємність складів — 1 млн м³. У квітні 2012 року термінал прийняв найбільше судно в історії України — балкер «Maxi Brazil» (дедвейт — 259 тис. т.).
- пр. 21-22 — «ТІС-Контейнерний Термінал» — новітній на Чорному морі контейнерний термінал, причали побудовані 2009 року, довжина — 600 м, глибина — 15 м. Потужність першої фази — 400 тис. TEU, повного розвитку — до 2 млн. TEU. З листопада 2011 року термінал обслуговує щотижневий океанський сервіс ECUMED компанії Maersk Line, а з квітня 2018 року — сервіс МЕ-3  компанії Maersk Line.[2]

## Інфраструктура
2018 року компанія обробила понад 335 тис. вантажних вагонів.
З 2012 року на контейнерному терміналі «ТІС» діє «Місце прибуття автотранспорту Визирка», яке оптимізує оформлення та декларування вантажів. Тут діє єдиний офіс з операційним залом митниці та інформаційним терміналом.
У вересні 2017 року компанія запустила контейнерний поїзд із порту до Дніпра. 2018 року запущено поїзди до Києва, Тернополя та Харкова. 2018 року контейнерними поїздами було перевезено майже 28 тис. TEU.

## Соціальна відповідальність
Компанія є засновником і партнером благодійного фонду ім. її засновника Олексія Ставніцера[джерело?].
З 2014 року компанія допомагає переселенцям, військовим та їхнім сім'ям, а також Одеському військовому шпиталю[джерело?].
У селі Визирка, у якому розташовані термінали, на гроші компанії побудовано середню школу та добудовано дитячий садок[джерело?].

## Нагороди, досягнення
- «Досягнення року» — 2008, 2009, 2010, 2011[5]

- «Золотий причал» — 2007, 2008, 2009

- «Абсолютне зростання» — 2008, 2009, 2011, 2013, 2017[6]

- «Темпи зростання» — 2008, 2009

- «Абсолютний рекорд» — 2010, 2017[6]

- «Золота тонна» — 2010, 2011, 2013, 2014

- «Експедитор року» — 2011
- Засновник компанії Олексій Михайлович Ставніцер (1942—2011) двічі мав звання «Людина року» на транспорті — в 2008-му та 2009-му.
- Генеральний директор «ТІС» Андрій Олексійович Ставніцер визнаний «Людиною року на водному транспорті» 2014 року.
- 2008, 2018 роках «ТІС» визнаний «Найкращим роботодавцем року»[джерело?].
- 2011 року «ТІС-Вугілля» встановив рекорд інтенсивності вантажних робіт з вантажами в портах України — 70 701 т за добу (вантаження вугілля)[джерело?].
- 2011 року «ТІС-КТ» встановив рекорд вивантаження навалювальних вантажів у портах України — 41 150 за добу (вивантаження вугілля, т/х Navios Prosperity).
- 2015 року група терміналів «ТІС» посіла такі місця серед інших портів Чорного моря:
- 1-ше місце в Україні серед державних і приватних портів з перевалки сухих вантажів.
- 1-ше місце в Україні серед державних і приватних портів з перевалки всіх видів вантажів
- 1-ше місце з обробки залізничних вагонів
- 3-тє місце в Чорному морі з перевалки всіх видів вантажів (№ 10)

## Розслідування
1994 року планувалася співпраця із Norsk Hydro, проте через невиконання норвезькою стороною своїх зобов'язань співробітництво не склалося. Norsk Hydro ініціювала тривалі судові розправи, 2008 року Стокгольмський арбітражний суд визнав претензії безпідставними.
Улітку-восени 2009 року «ТІС» був залучений в активний публічний конфлікт з адміністрацією сусіднього порту «Південний». Спочатку керівництво порту звинуватило «ТІС» у рейдерстві та намірі довести «Південний» до банкрутства. «ТІС» спростував ці твердження й заявив, що керівництво порту навмисно зриває його інвестиційні плани. Конфлікт призвів до 2-тижневого простою на зовнішньому рейді порту англійського судна «Scan Oceanic» з вугільним перевантажувачем на борту та загрози зриву постановки до причалу судна «Zhen Hua 11» з обладнанням для контейнерного терміналу. Конфлікт зник з публічної площини у жовтні 2009 року, після внесення причалів 21-22 в Обов'язкові постанови по порту та звільнення начальника порту «Південний».